# Praseodymium
Praseodymium is een scheikundig element met symbool Pr en atoomnummer 59. Het is een zilverwit lanthanoïde.

## Ontdekking
In 1841 veronderstelde de Zweedse chemicus Carl Gustaf Mosander dat hij het element didymium had ontdekt. Paul Émile Lecoq de Boisbaudran toonde in 1879 aan dat Mosanders didymium een combinatie van samarium en een ander onbekend element was, door het samarium er uit te isoleren. Dat het residu opzichzelf ook weer een mengsel van twee andere elementen was, bewees Carl Auer von Welsbach in 1885 door het te scheiden in neodymium en praseodymium.
De naam praseodymium is een samentrekking van de Griekse woorden prasios (groen) en didymos (tweeling). In 1994 is er voorgesteld om het element Berzelium te noemen om verwarring te voorkomen. Tot op heden wordt echter de oude naam praseodymium gehanteerd.

## Toepassingen
Praseodymium wordt in beperkte mate voor industriële toepassingen gebruikt:
- Legering met magnesium resulteert in een zeer sterk metaal dat kan worden gebruikt in motoren voor luchtvaart en ruimtevaart.
- In de glasindustrie wordt praseodymium(III)oxide gebruikt om glas groen te kleuren en in combinatie met zirkonium(IV)oxide vormt het een diepgele kleur.
- De legering praseodymium-ijzer-boor is sterk ferromagnetisch en wordt gebruikt voor magneten die lage temperaturen moeten doorstaan.

## Opmerkelijke eigenschappen
Praseodymium is een zacht metaal. Hoewel het minder corrosiegevoelig is dan sommige andere lanthanoïden, ontstaat er bij blootstelling aan de lucht spoedig een groene oxidelaag. Om deze reden moet praseodymium worden opgeslagen onder olie of luchtdicht verpakt in glas of plastic.

## Verschijning
Praseodymium wordt aangetroffen in de mineralen monaziet en bastnäsiet en kan hieruit worden geïsoleerd met behulp van ionenwisselaars.

## Isotopen
| Stabielste isotopen | Stabielste isotopen | Stabielste isotopen      | Stabielste isotopen      | Stabielste isotopen      | Stabielste isotopen      |
| Iso                 | RA (%)              | Halveringstijd           | VV                       | VE (MeV)                 | VP                       |
| ------------------- | ------------------- | ------------------------ | ------------------------ | ------------------------ | ------------------------ |
| 141Pr               | 100                 | stabiel met 82 neutronen | stabiel met 82 neutronen | stabiel met 82 neutronen | stabiel met 82 neutronen |
| 142Pr               | syn                 | 19,12 u                  | β−                       | 2,162                    | 142Nd                    |
| 143Pr               | syn                 | 13,57 d                  | β−                       | 1,462                    | 143Nd                    |

In de natuur wordt er slechts één stabiele praseodymium isotoop (141Pr
) aangetroffen. Er zijn 38 radioactieve isotopen bekend waarvan 143Pr met een halveringstijd van ruim 13 dagen het meest stabiel is.

## Toxicologie en veiligheid
Over de eventuele schadelijke gevolgen van praseodymium is weinig bekend.